# Malesso
Malesso (antiguamente Merizo) es la localidad más sureña de Guam, territorio no incorporado estadounidense. La isla Cocos es parte del municipio. La población de la aldea ha disminuido desde el censo de 2010 de la isla.

## Historia
Durante los primeros esfuerzos misioneros españoles en Guam, Malesso fue el lugar de resistencia alentado por Choco, un residente chino de la aldea. La parroquia de Malesso fue la segunda establecida por los españoles en Guam. Una gran población de chamorros de las Islas Marianas fue reubicada en el pueblo durante el dominio español.
El municipio cubre un área de 6 millas cuadradas (15,5 km²) y está situado en la costa, debajo de las colinas volcánicas del sur de Guam. Los lugares de interés para los visitantes incluyen el Campanario de Merizo, Malesso' Kombento y el Muelle de Merizo, desde donde se pueden tomar ferries al Hotel Cocos Island (Guam) . Varios sitios de buceo populares se encuentran frente a la costa de Malesso.
En agosto de 2021, el gobernador Lou León Guerrero cambió oficialmente el nombre de la aldea de Merizo a Malesso.

### Contaminación de la laguna
Funcionarios de la Agencia de Protección Ambiental de Guam, el Departamento de Salud Pública y Servicios Sociales y la Guardia Costera anunciaron hallazgos de una importante contaminación por bifenilo policlorado (PCB) en la Laguna de Cocos el 20 de febrero de 2006 y advirtieron a la gente que no comiera pescado capturado allí. Se cree que la contaminación provino de una estación de la Guardia Costera de los Estados Unidos que operó en el sitio entre 1944 y 1963.

## Educación

### Escuelas primarias y secundarias

#### Escuelas públicas
- Escuela primaria Mártires de Merizo en Malesso
- Escuela secundaria de Inaraján.[3]
- La Southern High School en el pueblo de Santa Rita.[4]

En lo tocante a la Actividad Educativa del Departamento de Defensa estadounidense (DoDEA), Malesso se encuentra en la zona de asistencia escolar primaria y media McCool, mientras que la «Guam High School» es la única escuela secundaria del DoDEA de la isla. Ningún autobús escolar de la DoDEA va a Malesso.

### Bibliotecas públicas
El Sistema de Bibliotecas Públicas de Guam opera la Biblioteca Malesso en el 376 de la avenida Cruz.

### Recreación
Se pueden alquilar embarcaciones para deportes acuáticos cerca del muelle de Merizo, dónde también puede pescarse.

## Véase también

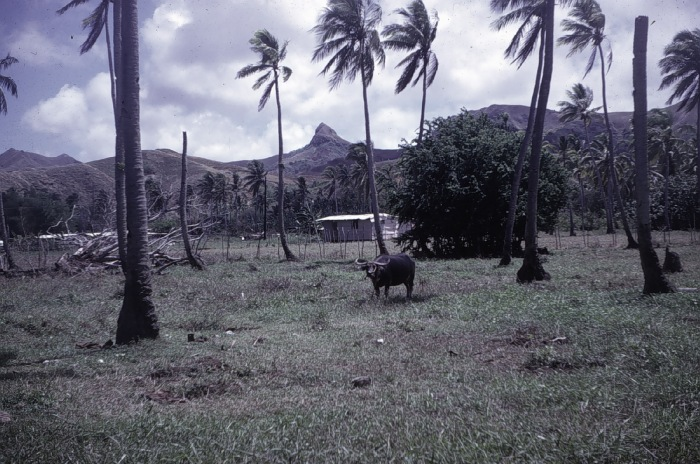
Zona rural en Malesso

## Alcaldes y comisionados
| Comisionados de Malesso |                      |                 |
| Nombre                  | Comienzo del mandato | Fin del mandato |
| Francisco C. Chargualaf | 1957                 | 1977            |
| Joaquín Q. Acfalle      | 1977                 | 1979            |
| Ignacio S. Cruz         | 1979                 | 1981            |
| José R. Tyquiengco      | 1981                 | 1985            |

| Alcaldes de Malesso  |             |                      |                    |
| Nombre               | Partido     | Comienzo del mandato | Fin del mandato    |
| Ignacio S. Cruz      | Demócrata   | 7 de enero de 1986   | 1 de enero de 2001 |
| Rita A. Tainatongo   | Demócrata   | 1 de enero de 2001   | septiembre de 2006 |
| Sherry L. Chargualaf | Demócrata   | septiembre de 2006   | 5 de enero de 2009 |
| Ernest T. Chargualaf | Republicano | 5 de enero de 2009   | presente           |

## enlaces externos
- Merizo Guam en el portal de Guam

 Guam
- Datos: Q2482497